# Quebrada Grande (Mayagüez)
Quebrada Grande es un barrio ubicado en el municipio de Mayagüez en el estado libre asociado de Puerto Rico. En el Censo de 2010 tenía una población de 5558 habitantes y una densidad poblacional de 869,51 personas por km².

## Geografía
Quebrada Grande se encuentra ubicado en las coordenadas 18°10′54″N 67°7′18″O / 18.18167, -67.12167. Según la Oficina del Censo de los Estados Unidos, Quebrada Grande tiene una superficie total de 6.39 km², que corresponden a tierra firme.

## Demografía
Según el censo de 2010, había 5558 personas residiendo en Quebrada Grande. La densidad de población era de 869,51 hab./km². De los 5558 habitantes, Quebrada Grande estaba compuesto por el 84.94% blancos, el 6.66% eran afroamericanos, el 0.38% eran amerindios, el 0.07% eran asiáticos, el 5.31% eran de otras razas y el 2.64% pertenecían a dos o más razas. Del total de la población el 99.26% eran hispanos o latinos de cualquier raza.